# スタニスワフ・マチェク

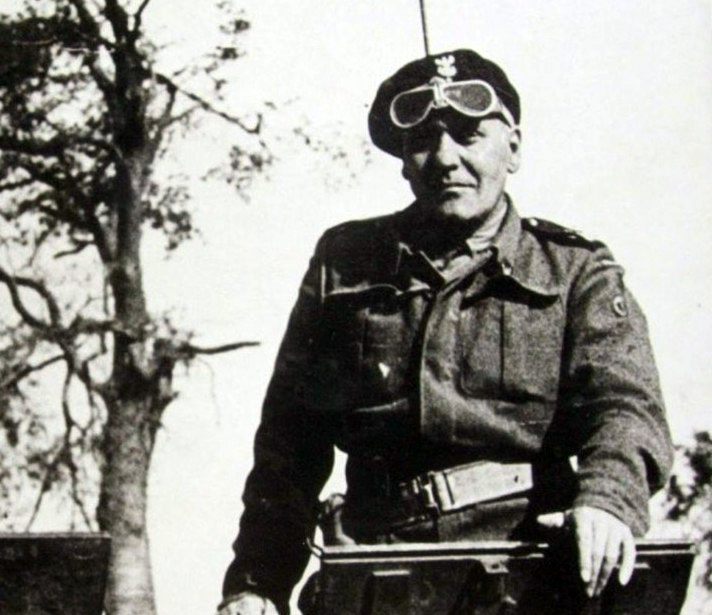
スタニスワフ・マチェク

スタニスワフ・ヴワディスワフ・マチェク（波: Stanisław Władysław Maczek, 1892年3月31日 - 1994年12月11日）は、ポーランドの軍人。

## 概要
リヴォフ近郊のシュチェジェツ出身。リヴォフ大学で文学と哲学を学ぶ。銃兵同盟の活動に参加。1914年、オーストリア・ハンガリー軍に召集され、第一次世界大戦に従軍。
ポーランド独立後、1918年にポーランド軍に入隊し、ポーランド・ウクライナ戦争やポーランド・ソビエト戦争に従軍、ウクライナでウクライナ・ハルィチナー軍や赤軍と戦う。終戦後、第26歩兵連隊（リヴォフ）を指揮。1924年、ワルシャワの高等軍事学校を卒業。1924年～1927年、参謀本部第2課長、その後、第76歩兵連隊副連隊長。1929年～1935年、第81歩兵連隊長。1938年秋から第7チェンストホヴァ歩兵師団長。
1938年秋、第10自動車化騎兵旅団長に任命された。同旅団は開戦時、ポーランド軍内で唯一の完全機械化がなされた精鋭部隊であり、第一次世界大戦型のドイツ軍用ヘルメット、黒革のコートという独特の軍装で、「黒旅団」の名で知られた。
ドイツ国防軍のポーランド侵攻時、第10自動車化騎兵旅団は南部ポーランドのクラクフ軍団に属して戦った。ソ連がポーランドへ侵攻を開始するに及び、撤退命令を受け、マチェクは部隊とともにハンガリーに逃れた。1940年春、フランスで自分の旅団を復活させ、フランス戦役時、ドイツ軍と交戦。フランス降伏後、戦友達と共にイギリスに亡命し、三度自分の部隊を復活させた。1942年2月、イギリスで編成された第1ポーランド戦車師団を指揮。1944年7月30日、師団と共にノルマンディーに上陸。1944年8月、師団は第2カナダ軍団の編成下に入った。フランス、ベルギー、オランダで戦い、ヴィルヘルムスハーフェンへの途上で終戦を迎えた。
1945年5月、スコットランドに駐屯する第1ポーランド軍団長に任命。共産政権には極めて懐疑的であり、亡命政府を支持し続けた。1947年の西部ポーランド軍解散後、イギリスに残留、そのまま1994年12月11日にエディンバラで死去。102歳没。